# 猿谷吉太郎
猿谷 吉太郎（さるや きちたろう、1889年（明治22年）4月1日 - 1987年（昭和62年）3月20日）は、大日本帝国陸軍軍人。最終階級は陸軍中将。

## 経歴
1889年（明治22年）に群馬県で生まれた。陸軍士官学校第22期卒業。1930年（昭和10年）12月に陸軍造兵廠火工廠板橋火薬製造所長に就任し、1937年（昭和12年）3月1日に陸軍砲兵大佐進級と同時に陸軍造兵廠名古屋工廠熱田製造所長に着任した。同年10月25日に兼陸軍造兵廠名古屋工廠高蔵製造所長となり、1939年（昭和14年）9月に陸軍造兵廠名古屋工廠立川兵器製造部長に転じた。
1940年（昭和15年）4月1日に陸軍航空工廠長に就任し、8月1日に陸軍少将に進級した。1945年（昭和20年）2月12日に陸軍航空本部附となり、3月1日に陸軍中将に進級して終戦を迎えた。
1948年（昭和23年）1月31日、公職追放仮指定を受けた。

## 栄典
勲章
- 1944年（昭和19年）3月7日  - 勲二等瑞宝章[6]